# 哈通盧伊喬山
13°22′32″S 72°0′26″W / 13.37556°S 72.00722°W
哈通盧伊喬山（Hatun Luychu），是秘魯的山峰，位於該國南部庫斯科大區的烏魯班巴省，屬於安第斯山脈中烏魯潘帕山脈的一部分，海拔高度4,400米。